# Notiosterrha rhodocosma
Notiosterrha rhodocosma är en fjärilsart som beskrevs av Oswald Beltram Lower 1897. Notiosterrha rhodocosma ingår i släktet Notiosterrha och familjen mätare. Inga underarter finns listade i Catalogue of Life.